# Walia

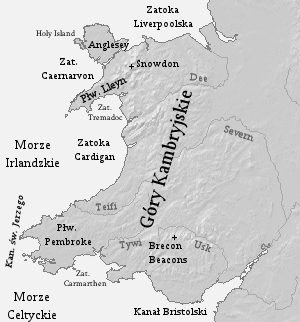
Walia

Walia (wal. Cymru, wym. [ˈkəmrɨ]ⓘ; ang. Wales, wym. [ˈweɪlz]ⓘ) – część składowa Zjednoczonego Królestwa Wielkiej Brytanii i Irlandii Północnej. Także celtycka kraina historyczna. Kraj jest położony w południowo-zachodniej części wyspy Wielka Brytania, na zachód od Anglii, nad morzami Irlandzkim i Celtyckim. Stolicą Walii jest Cardiff.
Mimo że kraj ten dzieli historię społeczno-polityczną z resztą Wielkiej Brytanii, a zdecydowana większość ludności mówi po angielsku, Walia zachowała odrębność kulturową i jest krajem dwujęzycznym. Ponad 560 tys. mieszkańców posługuje się językiem walijskim, który szczególnie rozpowszechniony jest w zachodnich i północnych częściach kraju. Od końca XIX wieku Walia zyskała wizerunek „kraju pieśni”, po części dzięki tradycji eisteddfod. Kraj reprezentowany jest przez własną drużynę na wielu międzynarodowych imprezach sportowych, m.in. w Pucharze Świata FIFA, Mistrzostwach Europy UEFA, Pucharze Świata w Rugby oraz na Igrzyskach Wspólnoty Narodów. Rugby union uważane jest za symbol walijskiej tożsamości narodowej oraz przejaw narodowej świadomości.

## Pochodzenie nazwy
Nazwa Walia jest spolszczoną wersją angielskiej nazwy Wales, która jest germańskim egzonimem pochodzącym od germańskiego słowa Walha i oznacza nieznajomego lub cudzoziemca. Słowo Walha prawdopodobnie wywodzi się od nazwy celtyckiego plemienia Volcae.
Walijczycy z kolei nazywają swój kraj Cymru (wym. [ˈkəmrɨ]), a siebie Cymry, co w języku starowalijskim znaczy „rodak”, „krajan”.

## Historia

### Od prehistorii do starożytności

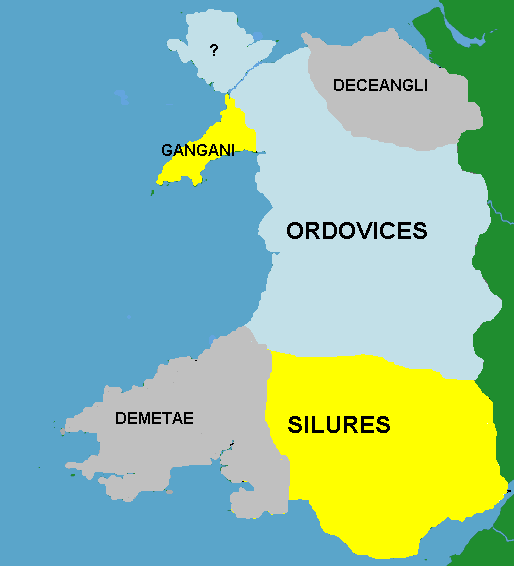
Plemiona celtyckie przed podbojem rzymskim

Walia od przynajmniej 29 tys. lat jest zamieszkiwana przez ludzi współczesnych. Za początki stałego zamieszkania uznaje się końcówkę epoki lodowcowej między 12 a 10 tys. lat temu. Myśliwi z ery mezolitycznej, zamieszkujący tereny centralnej Europy, rozpoczęli migrację na tereny Wielkiej Brytanii. W tamtym czasie poziom morza był znacznie niższy niż obecnie, co więcej, płytsze warstwy obecnego Morza Północnego były kiedyś suchym lądem. Obecne wschodnie wybrzeże Anglii oraz wybrzeża Danii, Niemiec oraz Holandii połączone były obszarem lądu znanym jako Doggerland (obszar zamieszkały przez paleolityczne ludy koczownicze), tworząc w ten sposób Półwysep Brytyjski na kontynencie europejskim. Walia nie posiadała lodowców do około 10 250 lat temu, a cieplejszy klimat przyczynił się do gęstego zalesienia w tej części kontynentu.
Wzrost poziomu morza po okresie lodowcowym oddzielił Walię i Irlandię, kształtując Morze Irlandzkie. Doggerland został zatopiony przez Morze Północne i 8000 lat temu Półwysep Brytyjski przekształcił się w wyspę.
Do początku Neolitu (6000 lat temu) poziom morza w Kanale Bristolskim był niższy o około 10 metrów niż obecnie. John Davies interpretuje teorię dotyczącą zatonięcia Cantre'r Gwaelod oraz opowieści z Mabinogionu, mówiącą o węższych i płytszych wodach pomiędzy Walią a Irlandią, jako odległe wspomnienia tamtych czasów zachowane w przekazach ludowych.
Koloniści z epoki kamienia gładzonego zintegrowali się z ludnością tubylczą, zajmującą się polowaniem oraz zbieractwem, stopniowo zmieniając jej styl życia na rolniczo-osadniczy (zob. rewolucja neolityczna). Wykarczowano lasy, aby założyć pastwiska i uprawiać ziemię. Opracowano również nowe technologie, takie jak ceramika czy wyroby włókiennicze. W okresie pomiędzy 5800 i 5500 lat temu wybudowano również kromlechy, np. Pentre Ifan, Bryn Celli Ddu czy Parc Cwm oraz wysokie, kamienne kopce.
Podobnie jak ludzie zamieszkujący Wielką Brytanię, ludność zamieszkująca obszar dzisiejszej Walii przez wieki asymilowała imigrantów, co skutkowało wymianą doświadczeń między przedstawicielami kultur epoki brązu i epoki żelaza. Zdaniem Johna T. Kocha i wielu innych naukowców, Walia w późnej epoce brązu była częścią nadmorskiej sieci handlowej, do której wliczały się również inne regiony celtyckie, takie jak dzisiejsze Anglia, Francja, Hiszpania czy Portugalia, gdzie rozwinęły się języki celtyckie.
Pogląd ten, nazywany czasem „Atlantycko-Celtyckim”, przeciwstawia się jednak teorii dotyczącej języków celtyckich, których korzenie sięgają dalej na wschód, do kultury halsztackiej. W momencie inwazji rzymskiej na Brytanię, tereny współczesnej Walii od setek lat były już podzielone pomiędzy plemiona Deceangliów, Ordowików, Kornowiowów, Demetów i Sylurów.
Pierwotna ludność Walii pozostawiła po sobie wielkie budowle megalityczne. Później obszar ten zajęli Celtowie. Rzymianie okupowali obszary Walii od I do V wieku n.e.

### Między panowaniem rzymskim a angielskim
Po zakończeniu panowania cesarstwa rzymskiego pojawiła się tożsamość narodowa Walii. Pomimo późniejszych najazdów Jutów, Anglów i Sasów, Walia zachowała swą odrębność. W tym czasie powstało na terytorium Walii kilka państw, z których najpotężniejszymi były Królestwo Gwynedd i Królestwo Powys.
Okres 400 lat następujący po upadku panowania rzymskiego jest najtrudniejszym do zinterpretowania okresem w historii Walii. Po odejściu Rzymian z Brytanii w 410 r. n.e. wiele terenów nizinnych Brytanii na wschodzie i południowym wschodzie zostało opanowanych przez różne ludy germańskie. Przed szczegółowymi badaniami rozmieszczenia podklas R1-Y-DNA początkowo zakładano, że rdzenni Brytowie zostali wyparci przez najeźdźców. Teoria ta została odrzucona w obliczu dowodów na to, że większość populacji ma najpóźniej pochodzenie z epoki Hallstatt, ale prawdopodobnie późne pochodzenie neolityczne lub wczesne mezolityczne z niewielkim udziałem źródeł anglosaskich. Jednakże do 500 r. n.e. ziemia, która stała się Walią, została podzielona na wiele królestw wolnych od rządów anglosaskich. Królestwa Gwynedd, Powys, Dyfed i Seisyllwg, Morgannwg i Gwent stały się niezależnymi walijskimi państwami następczymi. Dowód archeologiczny znaleziony w Niderlandach i na ziemiach, które miały stać się Anglią, wskazuje na wczesną anglosaską migrację do Wielkiej Brytanii między 500 a 550 rokiem, co zgadza się z kronikami Franków. John Davies zaznacza to jako zgodne z brytyjskim zwycięstwem w Badon Hill przypisywanym królowi Arturowi przez Nenniusa. Wytrwałe przetrwanie ludów rzymsko-brytońskich i ich potomków w zachodnich królestwach zapoczątkowało to, co dzisiaj znane jest jako Walia. Wraz z utratą nizin angielskie królestwa Mercji i Nortumbrii, później Wessex, borykały się z Powys, Gwent i Gwynedd, żeby określić granicę pomiędzy dwoma narodami.
Utraciwszy wiele terenów Mercji (dzisiaj West Midlands) w VI wieku i na początku VII wieku, odradzający się w VII w. Powys opanowali osiągnięcia Mercjan. Aethelbald z Mercii, licząc na obronę niedawno zdobytych terenów, zbudował groblę Wat’s Dyke. Według Johna Davisa prawdopodobne jest, że przedsięwzięcie to mogło być zrealizowane za zgodą króla Elisedd ap Gwylog, panującego na ziemi Powys. Ponieważ granica ta rozciągała się na północ od doliny rzeki Severn do ujścia rzeki Dee, połączyła Oswestry z Powys. Inna teoria – bazująca na datowaniu na podstawie zawartości węgla – określiła istnienie Dyke na 300 lat wcześniej, co może świadczyć, że grobla mogła zostać wybudowana przez poromańskich władców Wroxeter. Król Offa z Mercji zdaje się kontynuować tę doradczą inicjatywę, tworząc większy wał ziemny, znany dzisiaj jako zapora Offa  (walijski Clawdd Offa). Davies pisze o badaniach Sir Cyril Fred Fox nad zaporą Offa: „Planując to, odbyła się konsultacja z królami Powys i Gwent. Na Długiej Górze niedaleko Trelystanu grobla skręca na wschód, pozostawiając żyzne zbocza w rękach Walijczyków. Niedaleko Rhiwabon [grobla] została zaprojektowana, aby zapewnić, że Cadell ap Brochwel zachował prawo do posiadania Twierdzy Penygadden”. Dla Gwentu, Offa zbudował groblę ’’na wschodniej grani wąwozu, wyraźnie z zamiarem rozpoznania, że rzeka Wye i jej ruch należy do królestwa Gwint”. Jednak interpretacje Foxa, zarówno dotyczące długości, jak i celu grobli Offa zostały zakwestionowane przez nowsze badania. Grobla Offa pozostawała w znacznej mierze granicą między Walią a Anglią, choć Walia odzyskała w XII wieku obszar pomiędzy Dee (Afon Dyfrdwy) a Conwy, znany wówczas jako Y Berfeddwlad. Do VIII wieku granice wschodnie z Anglosasami zostały ustanowione w ogólnych zarysach.
W 853 r. wikingowie napadli na Anglesey, ale w 856 r. Rhodi Mawr pokonał i zabił ich przywódcę, Goma. Brytyjczycy z Walii zawarli później pokój z wikingami, a Anarawd ap Rhodi sprzymierzył się z Norsemenami okupującymi Northumbrię, żeby podbić północ. Sojusz ten rozpadł się w późniejszym czasie, Anarawd doszedł do porozumienia z Alfredem, królem Wesseksu, z którym walczył przeciwko zachodnim Walijczykom. Według Annalesa Cambriae, w 894 r. „Anaward przyszedł z Anglami [ludy pochodzenia germańskiego] i położył odpadki Ceredigion i Ystrad Tywi”.

### Panowanie angielskie
W VIII wieku n.e. plemiona walijskie zdołały obronić się przed sąsiedzką inwazją Anglosasów. Kiedy jednak Anglię najechał Wilhelm Zdobywca (1066), jego normańska armia wdarła się do Walii i rozpoczęła okupację. W 1218 roku książę Gwynedd zdołał zjednoczyć ziemie walijskie i przybrał tytuł księcia Walii. W 1282 roku, gdy zmarł Llywelyn ap Gruffudd, dokonała się ostateczna aneksja Walii przez Anglię. W 1301 roku król Edward I nadał swemu synowi, Edwardowi II, tytuł księcia Walii, w geście, który miał świadczyć o jedności i związkach między Walią i Anglią. Tytuł księcia Walii przysługuje tradycyjnie najstarszemu synowi brytyjskiego władcy, będącemu następcą tronu Zjednoczonego Królestwa.

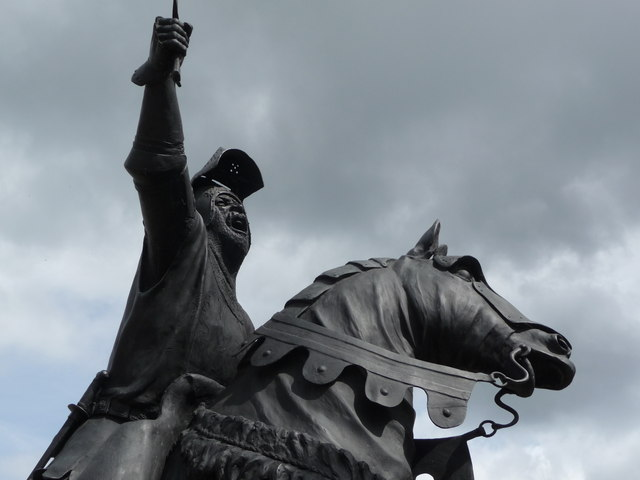
Pomnik Owaina Glyndŵra, Corwen

W 1400 roku walijski książę Owain Glyndŵr wzniecił powstanie przeciwko Anglii, w cztery lata usuwając Anglików z większości terenów Walii. W 1410 roku powstanie zostało stłumione. W 1485 roku królem Anglii został Henryk VII. Jako Walijczyk i pierwszy władca z rodu Tudorów uczynił rządy Anglii bardziej tolerancyjnymi dla Walijczyków. Jego syn, Henryk VIII połączył Anglię i Walię unią w roku 1536. Na mocy Przepisów Prawnych Walii 1535–1542 Walia została zaanektowana przez Anglię i włączona do jej systemu prawnego.
XIX-wieczna rewolucja przemysłowa zmieniła oblicze Walii, zagrażając tradycyjnemu sposobowi życia walijskich farmerów i pasterzy. Zaczęły się rozwijać wyróżniające się partie polityczne. Walijski liberalizm reprezentowany na początku XX wieku przez Lloyda George’a został wtedy wyparty przez rozwój socjalizmu i Partii Pracy. Poczucie narodowości Walii odrodziło się szczególnie w czasie XX wieku, zaczęły odradzać się walijski język i kultura. W 1925 zostało utworzone Plaid Cymru, a w 1962 Towarzystwo Języka Walijskiego. Walijskie Zgromadzenie Narodowe, które zostało utworzone na mocy Government of Wales Act 1998, jest odpowiedzialne za szereg obszarów, w których może tworzyć ustawy.

## Ustrój polityczny
W średniowieczu Walia była niezależnym księstwem, obecnie jest integralną częścią Zjednoczonego Królestwa Wielkiej Brytanii i Irlandii Północnej.
Podobnie jak Irlandia Północna, Walia nie ma kościoła państwowego. Anglikański Kościół w Walii (Yr Eglwys yng Nghymru / Church in Wales) został oddzielony od państwa ostatecznie w 1920 roku. Na jego czele stoi arcybiskup Walii.
W 1267 roku Walia weszła w unię personalną z Anglią. W latach 1535–1707 stanowiła dominium korony angielskiej, a po 1707 została włączona bezpośrednio do Anglii jako księstwo. W 1964 utworzono specjalne ministerstwo przy rządzie brytyjskim do spraw Walii. W 1967 roku język walijski został prawnie zrównany z angielskim. W referendum dotyczącym uzyskania autonomii, które zorganizowano w 1979 roku, idea ta zyskała jedynie 12% poparcia mieszkańców. W trakcie kampanii wyborczej 1997 roku lider Partii Pracy, Tony Blair, przedłożył projekt utworzenia Walijskiego Zgromadzenia Narodowego o szerokich kompetencjach w odniesieniu do spraw wewnętrznych. W referendum projekt otrzymał 50,3% poparcia głosujących mieszkańców Walii.
W wykonaniu wyborczych obietnic labourzystowski parlament uchwalił w 1998 roku Government of Wales Act 1998, na mocy którego utworzone zostało Walijskie Zgromadzenie Narodowe (wal. Cynulliad Cenedlaethol Cymru, ang. National Assembly for Wales); świadomie zrezygnowano z terminu „parlament”, dla podkreślenia mniejszego zakresu autonomii. Wyrazem tego stał się choćby fakt, że walijskie Zgromadzenie nie było władne samo ustalić własnej ordynacji wyborczej, lecz czynił to minister rządu brytyjskiego. Także szczegółowy zakres kompetencji Zgromadzenia był determinowany przez rozporządzenie monarchy brytyjskiego, a więc de facto przez brytyjski rząd, przy czym zastrzeżono, że projekt takiego rozporządzenia musi uzyskać zgodę każdej z izb Parlamentu Zjednoczonego Królestwa; nadto późniejsza zmiana zakresu kompetencji wymagała również zgody Zgromadzenia. Organ ten nie powoływał jednak żadnej odrębnej egzekutywy, zaś jego kompetencje zostały ukształtowane głównie jako wykonawcze. W praktyce ukształtował się jednak zwyczaj wyłaniania specjalnego komitetu wykonawczego, stanowiącego w swej istocie komisję Zgromadzenia. Pierwsze wybory do Walijskiego Zgromadzenia Narodowego odbyły się 2 maja 1999 roku.
Na skutek opracowanego w 2002 roku przez Zgromadzenie raportu Better Governance for Wales uchwalono Government of Wales Act 2006, który znacząco wzmocnił pozycję autonomicznych organów Walii. Lokalne prawo wyborcze, jakkolwiek poddane nadal rozstrzygnięciom rządu brytyjskiego, zostało nieco dokładniej sprecyzowane w samym akcie. Utworzona została – na wzór Szkocji – odrębna walijska egzekutywa z Pierwszym Ministrem (wal. Prif Weinidog, ang. First Minister) na czele, powoływanym przez monarchę, ale na wniosek Zgromadzenia. Samo Zgromadzenie stało się w ten sposób przede wszystkim organem prawodawczym, co znalazło swój oddźwięk w zmianie zasad legislacji. Zgromadzenie zostało wprost upoważnione do uchwalania „instrumentów Walijskiego Zgromadzenia Narodowego” (wal. Mesurau Cynulliad Cenedlaethol Cymru, ang. Measures of the National Assembly for Wales), podlegających królewskiej sankcji i stanowiących formalne źródło prawa, choć w zakresie legislacji wykonawczej (odpowiednik polskich rozporządzeń), przy zastrzeżeniu supremacji Parlamentu Zjednoczonego Królestwa. Pozostawiono wyżej opisany mechanizm zakreślania kompetencji Zgromadzenia w drodze rozporządzeń królewskich z tą zmianą, że zgodę Zgromadzenia na modyfikację uznano za obligatoryjną w każdej sytuacji.
W następstwie referendum przeprowadzonego w 2011 roku Walijskie Zgromadzenie Narodowe zyskało możliwość uchwalania ustaw (wal. Deddfau Cynulliad Cenedlaethol Cymru, ang. Act of National Assembly for Wales), wymagających formalnej sankcji królewskiej, analogicznie do aktów Parlamentu Zjednoczonego Królestwa, z zachowaniem jednak supremacji parlamentu brytyjskiego. Jednocześnie wygasła kompetencja Zgromadzenia do uchwalania dotychczasowych instrumentów.
Nazwa flagi Walii to The Dragon of Cadwallader.

## Podział administracyjny
Od 1996 roku Walia jest podzielona na 22 jednostki administracyjne (unitary authorities): 9 hrabstw (counties), 10 hrabstw miejskich (county boroughs) i 3 miasta (cities).

## Geografia

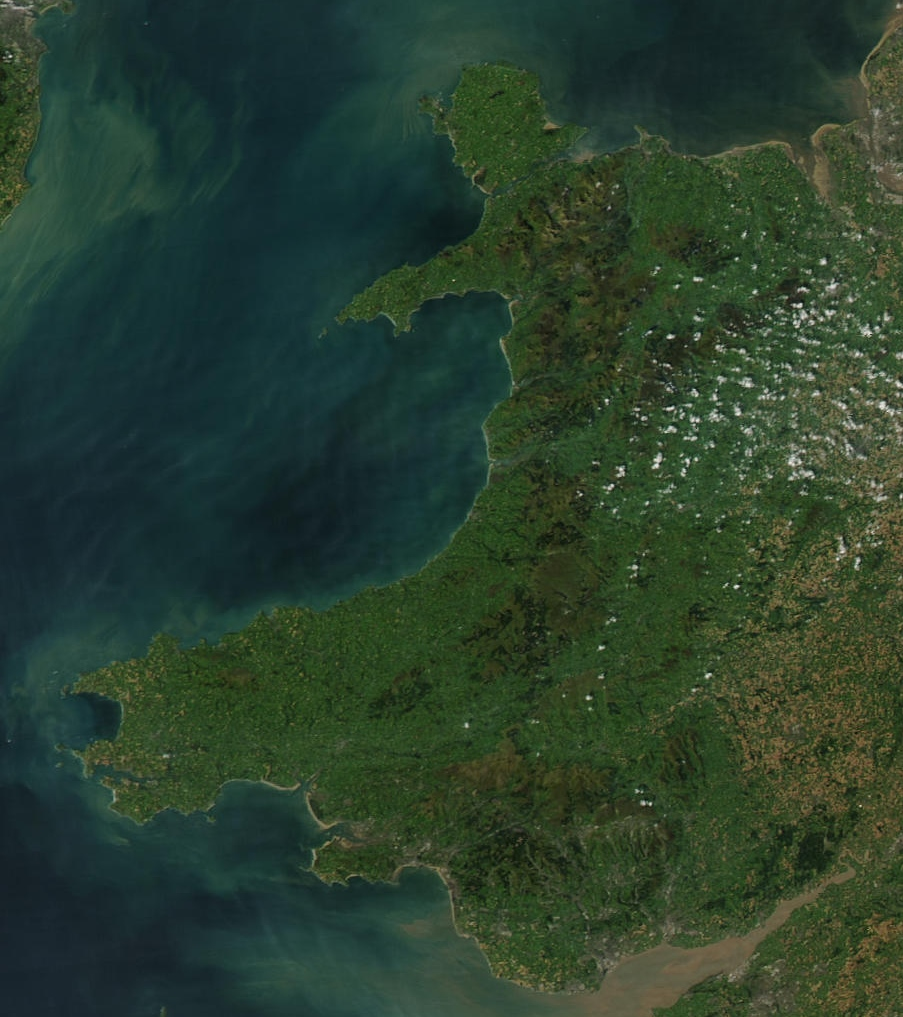
Zdjęcie satelitarne Walii

Walia leży nad Morzem Irlandzkim w południowo-zachodniej części wyspy Wielka Brytania. Od wschodu granica lądowa z Anglią, od południa – morska przez Kanał Bristolski. Długość linii brzegowej wynosi 2700 km.
Powierzchnia Walii wynosi 20 779 km². Jest wyżynno-górzysta, prawie całą powierzchnię zajmuje pasmo Gór Kambryjskich z najwyższym szczytem – Yr Wyddfa (Snowdon), 1085 m n.p.m.
Klimat umiarkowanie ciepły, wybitnie morski o chłodnych latach i łagodnych zimach. Średnia temperatura w styczniu na północy to +4°C, na południu +6°C, w lipcu na północy +13°C i +16°C na południu. Średnia roczna suma opadów ok. 1000 mm, na zachodnich zboczach gór opady dochodzą nawet do 1800 mm i więcej.
Roślinność głównie trawiasta, występują liczne wrzosowiska, a w środkowej Walii lasy.
- Główne rzeki: Gwy/Wye (dł. 210 km), Wysg/Usk (90 km), Hafren/Severn (354 km), Tywi/Towy (108 km) i Dyfrdwy/Dee (110 km).
- Największe miasta: Caerdydd/Cardiff (324,8 tys. mieszk.), Abertawe/Swansea (228,1 tys.), Casnewydd/Newport (140,2 tys.), Rhondda (72,4 tys.), Y Barri/Barry (47,9 tys.).
- Główne porty morskie: Caergybi/Holyhead, Abergwaun/Fishguard, Abertawe/Swansea, Aberdaugleddau/Milford Haven, Caerdydd/Cardiff.
- Parki narodowe: Eryri/Snowdonia, Arfordir Sir Benfro/Pembrokeshire Coast, Bannau Brycheiniog/Brecon Beacons.

## Gospodarka
U progu rewolucji przemysłowej rozwój górnictwa i metalurgii przemienił rolniczą krainę w państwo przemysłowe. Eksploatacja południowowalijskiego zagłębia węglowego spowodowała szybkie przemieszczanie się ludności walijskiej. 2/3 populacji mieszka w południowo-wschodniej Walii, na wybrzeżu Kanału Bristolskiego, w tzw. Zagłębiu Południowowalijskim, głównie w Cardiff lub jego okolicach, Swansea i Newport, oraz w pobliskich dolinach. Południowowalijskie zagłębie węglowe było w końcu XIX w. jednym z największych na świecie producentów węgla kamiennego, również do lat 70. jednym z najważniejszych w Wielkiej Brytanii.
W tych okolicach funkcjonują: wydobycie węgla kamiennego, przemysł metalurgiczny (hutnictwo żelaza i metali nieżelaznych, takich jak aluminium, miedź, cyna, nikiel), przemysł petrochemiczny (rafinerie w Milford Haven i Swansea), elektrotechniczny, maszynowy, metalowy, chemiczny, włókienniczy i spożywczy. Współcześnie przemysł ciężki odgrywa coraz mniejszą rolę, gospodarka walijska (jak i całej Wielkiej Brytanii) skupia się na sektorach: publicznym, lekkim, usług, oraz na turystyce. W 2010 wartość dodana brutto Walii wynosiła 45,5 miliarda funtów.
Mimo że większość powierzchni Walii zajmują tereny rolno-hodowlane (grunty orne zajmują ok. 20% powierzchni kraju) z dominacją hodowli bydła i owiec, to rolnictwo nie odgrywa istotnej roli.

## Demografia

Gęstość zaludnienia Walii (2011 r.)

Według spisu ludności przeprowadzonego w 2011 roku Walię zamieszkiwało ok. 3,064 mln osób. Poprzedni spis z 2001 roku wykazał, że ówczesna liczba mieszkańców wynosiła 2,910 mln osób, natomiast w 1991 roku było to ok. 2,873 mln osób.
Głównym skupiskiem ludności jest obszar południowej Walii, z największymi miastami takimi jak Cardiff, Swansea i Newport. Jest to również największy rejon przemysłowy kraju. Drugie duże skupisko ludności znajduje się w północno-wschodniej Walii w okolicach miasta Wrexham. Według spisu z 2001 roku, 96,0% walijskiej populacji to biali Brytyjczycy, 1,9% inni biali, a 2,1% pozostali (głównie azjatyckiego pochodzenia, 0,9%). Większość ludności niebiałej skoncentrowana jest w portowych miastach jak Cardiff, Newport i Swansea, na południu Walii.

## Kultura
Walia posiada swoją własną kulturę, z własnym językiem, tradycją, zwyczajami, festiwalami, muzyką, sztuką, mitologią, historią i polityką. Do popularnych symboli kultury Walii należą: czerwony smok, por i narcyz.

Znajomość języka walijskiego (2011 r.)

Dwa najpopularniejsze języki w Walii to angielski i walijski. Według spisu z 2011 język walijski jest używany przez 19% populacji.